# Kaarel Kübar
Kaarel Kübar, do 1937 roku Karl-Eduard Kübar (ur. 15 stycznia 1907 w Vara, zm. 28 maja 2004 w Tallinnie) – estoński strzelec, mistrz świata.

## Życiorys
Ukończył szkołę wiejską w miejscowości Matjama. Był członkiem oddziału Kaitseliitu w Tartu. Podczas II wojny światowej trafił do obozu jenieckiego na Syberii, gdzie był przetrzymywany od 1944 do 1954 roku. Pracował jako elektryk i strażnik więzienny.
Strzelectwo zaczął uprawiać w 1933 roku. W reprezentacji Estonii startował od 1937 do 1939 roku, zdobywając trzy złote medale podczas mistrzostw świata w 1939 roku (dwa w drużynie i jedno indywidualnie). W latach 1938–1939 zdobył przynajmniej sześć medali mistrzostw Estonii, w tym cztery złote. Był pięciokrotnym indywidualnym i dwukrotnym drużynowym rekordzistą kraju. Karierę strzelecką kontynuował także po II wojnie światowej. W latach 1955–1956 osiągnął osiem medali mistrzostw Estońskiej SRR. Reprezentował Estońską SRR na spartakiadzie narodów ZSRR w 1956 roku.
Odznaczony m.in. Orderem Gwiazdy Białej V klasy (2000) i Orderem Krzyża Białego Związku Obrony II klasy (2002). Od 2008 roku na strzelnicy w Elvie rozgrywane są zawody jego imienia.

## Wyniki

### Medale na mistrzostwach świata
Opracowano na podstawie materiałów źródłowych:
| Mistrzostwa  | Konkurencja                                     | Wynik             | Miejsce |
| ------------ | ----------------------------------------------- | ----------------- | ------- |
| Lucerna 1939 | Karabin dowolny, trzy postawy, 300 m, drużynowo | 5433 pkt. (druż.) | złoto   |
| Lucerna 1939 | Karabin dowolny klęcząc, 300 m                  | 379 pkt.          | złoto   |
| Lucerna 1939 | Karabin małokalibrowy klęcząc, 50 m, drużynowo  | 1944 pkt. (druż.) | złoto   |